# Acanthothericles bicoloripes
Acanthothericles bicoloripes is een rechtvleugelig insect uit de familie Thericleidae. De wetenschappelijke naam van deze soort is voor het eerst geldig gepubliceerd in 1977 door Descamps.
1. ↑  (en) Acanthothericles bicoloripes op de IUCN Red List of Threatened Species.